# Autorité de l'aviation civile éthiopienne
Cette page contient des caractères éthiopiques. En cas de problème, consultez Aide:Unicode ou testez votre navigateur.
L'Autorité de l'aviation civile éthiopienne (amharique : የኢትዮጵያ ሲቪል ኤቪዬሽን ባለሥልጣን) ou ECAA (anglais : Ethiopian Civil Aviation Authority) est l'autorité de l'aviation civile de l'Éthiopie, qui a son siège à Addis-Abeba.
En son sein, le Bureau de prévention et d’enquêtes sur les accidents dans l'aviation civile participe aux enquêtes sur les accidents impliquant des avions sous pavillon éthiopien. Il a été responsable notamment des enquêtes sur les accidents du vol 961 Ethiopian Airlines et du vol 302 Ethiopian Airlines.

## Histoire
Le premier vol d'un avion en Éthiopie est celui du Potez 25 piloté par le Français André Millet qui a atterri à l'ouest d'Addis-Abeba en provenance de Djibouti en 1929. En 1930, l'instructeur français Gaston Vidal crée une école d'aviation à Djidjiga qui forme les premiers pilotes et mécaniciens éthiopiens.
L'Éthiopie est l'un des rares pays africains présents à la conférence de Chicago en décembre 1944 et à participer à la création de l'Organisation de l'aviation civile internationale.
Ethiopian Airlines est créée en 1945 et exploite alors six DC-3 des surplus de guerre.